# S.P.A.L. 2013 2017-2018
Questa voce raccoglie le informazioni riguardanti la S.P.A.L. 2013 nelle competizioni ufficiali della stagione 2017-2018.

## Stagione
Ritornata in massima serie a quasi mezzo secolo dall'ultima apparizione, la squadra ferrarese non opera grandi stravolgimenti nell'organico. Confermati i punti di forza dell'anno precedente (Meret, Vicari e Lazzari), gli innesti riguardano soprattutto l'attacco: ai confermati Antenucci e Floccari vengono affiancati il giovane Bonazzoli e i più esperti Paloschi e Borriello. Un gol di quest'ultimo, nella seconda giornata, contribuisce al successo contro l'Udinese per 3-2, deciso grazie a una rete di Rizzo al 94': l'attaccante napoletano segna in A con la dodicesima maglia, eguagliando il record di Amoruso, mentre gli estensi tornano alla vittoria nel massimo campionato dopo 49 anni. Il girone di andata si rivela complicato per i biancazzurri, che racimolano soltanto 15 punti, frutto di 3 vittorie e 6 pareggi. Il piazzamento al giro di boa è il terzultimo posto, a pari merito con il Crotone. La difficile situazione convince la dirigenza a tornare sul mercato nel mese di gennaio, rafforzando l'organico con gli arrivi del difensore Cionek e del centrocampista Kurtić.
Nel girone di ritorno la SPAL conquista importanti successi contro gli stessi pitagorici ed il Bologna: tali risultati permettono di abbandonare il terzetto di coda, agganciando Sassuolo e Chievo. Gli emiliani rimangono così imbattuti sino alla fine di aprile, ottenendo altre fondamentali affermazioni ai danni del pericolante Hellas Verona (a sua volta in corsa per scampare la retrocessione) e di un già condannato Benevento. La matematica salvezza viene centrata all'ultima domenica, quando la vittoria per 3-1 sulla Sampdoria consente di staccare i calabresi (che a 90 minuti dalla conclusione si erano ritrovati appaiati alla neopromossa) di 3 punti in classifica. La compagine estense termina quindi il torneo in diciassettesima posizione.

## Divise e sponsor
Lo sponsor tecnico per la stagione 2017-2018 è Macron (che subentra a HS Football); gli sponsor ufficiali apposti sulle maglie sono (a rotazione) Vetroresina, InterSpar, BMW  ErreEffe Group e Tassi Group. Dalla nona giornata quest'ultimo diventa main sponsor e rimane l'unico marchio extrasettore apposto sulla maglia estense, previa stipula di un contratto biennale.
La divisa casalinga presenta su torso e maniche la consueta palatura bianco-azzurra a strisce sottili; sul dorso i pali occupano la sola parte bassa della maglia, lasciando il resto dello spazio in bianco, onde meglio collocarvi numeri e personalizzazioni (declinate in nero). Il colletto è bianco, a polo. Le si abbinano calzoncini bianchi con profili e risvolti azzurri, calzettoni bianchi con risvolto a fascette alternate nei due colori sociali.
La divisa esterna è quasi interamente scarlatta: i colori sociali sono relegati a un "palo" verticale bianco-azzurro sulla parte sinistra del torso (che interseca lo stemma societario), a due linee azzurre sui fianchi, ai risvolti bianchi delle maniche e al colletto a polo. Scarlatti sono anche calzoncini e calzettoni, coi colori sociali a connotare profili e risvolti.
La terza divisa è impostata sulla tinta dominante nera: suo tratto qualificante è la riproduzione fotografica tono su tono del Castello Estense (insigne monumento ferrarese) serigrafata sul basso torso. I risvolti delle maniche sono bianchi e blu, mentre bordini e profili sono azzurri a sinistra e bianchi a destra, armonizzandosi con il colletto (a girocollo, partito nei due colori) e con le finiture dei calzoncini (egualmente neri). A loro volta neri, ma privi di finiture particolari, sono i calzettoni.
| Casa | Trasferta | Terza divisa | 110 anni |

## Organigramma societario
Area direttiva
- Presidente: Walter Mattioli
- Patron: Simone Colombarini, Francesco Colombarini
- Direttore generale: Andrea Gazzoli
- Direttore commerciale: Alessandro Crivellaro

Area organizzativa
- Segretario generale: Stefano Salis
- Segretario sportivo: Andrea Bernardelli
- Segretario organizzativo: Monica Mattioli
- Team manager: Alessandro Andreini

Area comunicazione e marketing
- Responsabile comunicazione: Enrico Menegatti
- Addetto stampa: Andrea Benazzi
- Responsabile marketing: Simona Ragusa
- Addetto marketing: Gianluca Ranzani
- Responsabile web marketing, eventi e social media: Arianna Rossi

Area tecnica
- Responsabile: Davide Vagnati
- Allenatore: Leonardo Semplici
- Allenatore in seconda: Andrea Consumi
- Preparatore atletico: Yuri Fabbrizzi
- Preparatore dei portieri: Cristiano Scalabrelli
- Collaboratori tecnici: Rossano Casoni, Alessio Rubicini

Area sanitaria
- Responsabile: Raffaella Giagnorio
- Medico sociale: Francesco Palummieri
- Recupero infortunati: Riccardo Ori, Fabrizio Franceschetti
- Fisioterapisti: Daniele Zannini, Matteo Evangelisti, Piero Bortolin

## Rosa
Rosa e numerazione sono aggiornate al 20 maggio 2018.
| N. |                      | Ruolo | Calciatore                 |
| -- | -------------------- | ----- | -------------------------- |
| 1  | Senegal (bandiera)   | P     | Alfred Gomis               |
| 2  | Grecia (bandiera)    | D     | Marios Oikonomou           |
| 4  | Polonia (bandiera)   | D     | Thiago Cionek              |
| 5  | Italia (bandiera)    | D     | Fabio Della Giovanna       |
| 5  | Croazia (bandiera)   | D     | Lorenco Šimić              |
| 6  | Italia (bandiera)    | D     | Michele Cremonesi          |
| 7  | Italia (bandiera)    | A     | Mirco Antenucci (capitano) |
| 8  | Italia (bandiera)    | C     | Alessandro Bellemo         |
| 9  | Italia (bandiera)    | A     | Federico Bonazzoli         |
| 10 | Italia (bandiera)    | A     | Sergio Floccari            |
| 11 | Italia (bandiera)    | C     | Luca Rizzo                 |
| 12 | Svezia (bandiera)    | D     | Pa Konate                  |
| 13 | Italia (bandiera)    | D     | Giacomo Boccafoglia        |
| 14 | Italia (bandiera)    | D     | Federico Mattiello         |
| 15 | Finlandia (bandiera) | D     | Sauli Väisänen             |
| 16 | Italia (bandiera)    | C     | Salvatore Esposito         |
| 17 | Italia (bandiera)    | P     | Giacomo Poluzzi            |
| 18 | Italia (bandiera)    | C     | Eros Schiavon              |
| 19 | Slovenia (bandiera)  | C     | Jasmin Kurtić              |
| 20 | Italia (bandiera)    | C     | Luca Mora (capitano)       |

| N. |                    | Ruolo | Calciatore             |
| -- | ------------------ | ----- | ---------------------- |
| 21 | Polonia (bandiera) | D     | Bartosz Salamon        |
| 22 | Italia (bandiera)  | A     | Marco Borriello        |
| 23 | Italia (bandiera)  | D     | Francesco Vicari       |
| 24 | Italia (bandiera)  | C     | Mattia Vitale          |
| 25 | Brasile (bandiera) | C     | Everton Luiz           |
| 27 | Brasile (bandiera) | D     | Felipe Dal Bello       |
| 28 | Italia (bandiera)  | C     | Pasquale Schiattarella |
| 29 | Italia (bandiera)  | C     | Manuel Lazzari         |
| 33 | Italia (bandiera)  | C     | Filippo Costa          |
| 43 | Italia (bandiera)  | A     | Alberto Paloschi       |
| 77 | Italia (bandiera)  | C     | Federico Viviani       |
| 85 | Senegal (bandiera) | D     | Boukary Dramé          |
| 87 | Italia (bandiera)  | A     | Francesco Pio Russo    |
| 88 | Italia (bandiera)  | C     | Alberto Grassi         |
| 92 | Italia (bandiera)  | P     | Gabriele Marchegiani   |
| 93 | Italia (bandiera)  | P     | Luca Seri              |
| 97 | Italia (bandiera)  | P     | Alex Meret             |
| 98 | Brasile (bandiera) | D     | Renato                 |
| 99 | Italia (bandiera)  | A     | Leonardo Ubaldi        |
| 99 | Brasile (bandiera) | A     | Gabriel Avelino        |

## Calciomercato

### Sessione estiva(dal 3/7 al 31/8)
| Acquisti         | Acquisti             | Acquisti      | Acquisti                                          |
| R.               | Nome                 | da            | Modalità                                          |
| ---------------- | -------------------- | ------------- | ------------------------------------------------- |
| P                | Alfred Gomis         | Torino        | prestito con obbligo di riscatto                  |
| D                | Marios Oikonomou     | Bologna       | prestito con obbligo di riscatto                  |
| D                | Felipe               | Udinese       | definitivo                                        |
| D                | Sauli Väisänen       | AIK           | definitivo                                        |
| D                | Bartosz Salamon      | Cagliari      | prestito con diritto di riscatto                  |
| D                | Fabio Della Giovanna | Inter         | definitivo                                        |
| D                | Federico Mattiello   | Juventus      | prestito                                          |
| D                | Pa Konate            | Malmö FF      | definitivo                                        |
| C                | Alessandro Bellemo   | Fano          | fine prestito                                     |
| C                | Federico Viviani     | Verona        | prestito con diritto di riscatto                  |
| C                | Mattia Vitale        | Juventus      | prestito                                          |
| C                | Alberto Grassi       | Napoli        | prestito con diritto di riscatto e controriscatto |
| C                | Luca Rizzo           | Bologna       | prestito con diritto di riscatto                  |
| A                | Alberto Paloschi     | Atalanta      | prestito con obbligo di riscatto                  |
| A                | Marco Borriello      | Cagliari      | definitivo                                        |
| A                | Federico Bonazzoli   | Sampdoria     | prestito con diritto di riscatto                  |
| Altre operazioni |                      |               |                                                   |
| R.               | Nome                 | da            | Modalità                                          |
| P                | Alex Meret           | Udinese       | rinnovo prestito                                  |
| P                | Paolo Branduani      | Teramo        | fine prestito                                     |
| D                | Riccardo Mastrilli   | Gozzano       | definitivo                                        |
| D                | Lorenzo Polvani      | Pontedera     | definitivo                                        |
| D                | Andrea Gemignani     | Empoli        | definitivo                                        |
| C                | Filippo Costa        | Chievo        | riscatto del cartellino                           |
| C                | Lorenzo Capezzani    | Fano          | fine prestito                                     |
| C                | Francesco Posocco    | Santarcangelo | fine prestito                                     |
| C                | Corrado Concas       | Tamai         | fine prestito                                     |
| A                | Jacopo Murano        | Savona        | definitivo                                        |

| Cessioni         | Cessioni             | Cessioni     | Cessioni                         |
| R.               | Nome                 | a            | Modalità                         |
| ---------------- | -------------------- | ------------ | -------------------------------- |
| D                | Nicolas Giani        | Spezia       | svincolato                       |
| D                | Tommaso Silvestri    | Trapani      | svincolato                       |
| D                | Kevin Bonifazi       | Torino       | fine prestito                    |
| D                | Cristiano Del Grosso | Atalanta     | fine prestito                    |
| D                | Daniele Gasparetto   | Ternana      | definitivo                       |
| C                | Paolo Ghiglione      | Genoa        | fine prestito                    |
| C                | Simone Pontisso      | Udinese      | fine prestito                    |
| C                | Mariano Arini        | Cremonese    | definitivo                       |
| C                | Michele Castagnetti  | Empoli       | prestito con diritto di riscatto |
| C                | Gabriel Strefezza    | Juve Stabia  | prestito                         |
| A                | Mattia Finotto       | Ternana      | prestito                         |
| A                | Gianmarco Zigoni     | Milan        | fine prestito                    |
| Altre operazioni |                      |              |                                  |
| R.               | Nome                 | a            | Modalità                         |
| P                | Paolo Branduani      | Juve Stabia  | definitivo                       |
| P                | Demba Thiam          | Fano         | prestito                         |
| D                | Riccardo Mastrilli   | Pontedera    | prestito                         |
| D                | Lorenzo Polvani      | Empoli       | definitivo                       |
| D                | Andrea Gemignani     | Gavorrano    | prestito                         |
| C                | Shaka Mawuli Eklu    | Fano         | prestito                         |
| C                | Lorenzo Capezzani    | -            | svincolato                       |
| C                | Corrado Concas       | Vittorio SMC | definitivo                       |
| C                | Francesco Posocco    | Pontedera    | prestito                         |
| A                | Tommaso Costantini   | Juve Stabia  | prestito                         |
| A                | Jacopo Murano        | Trapani      | prestito                         |

### Sessione invernale(dal 3/1 al 31/1)
| Acquisti         | Acquisti           | Acquisti    | Acquisti                         |
| R.               | Nome               | da          | Modalità                         |
| ---------------- | ------------------ | ----------- | -------------------------------- |
| D                | Thiago Cionek      | Palermo     | definitivo                       |
| D                | Lorenco Šimić      | Sampdoria   | prestito                         |
| D                | Boukary Dramé      | Atalanta    | definitivo                       |
| C                | Everton Luiz       | Partizan    | definitivo                       |
| C                | Jasmin Kurtić      | Atalanta    | prestito con obbligo di riscatto |
| Altre operazioni |                    |             |                                  |
| R.               | Nome               | da          | Modalità                         |
| C                | Mattia Vitale      | Juventus    | definitivo                       |
| A                | Tommaso Costantini | Juve Stabia | fine prestito                    |

| Cessioni         | Cessioni             | Cessioni       | Cessioni                         |
| R.               | Nome                 | a              | Modalità                         |
| ---------------- | -------------------- | -------------- | -------------------------------- |
| D                | Marios Oikonomou     | Bologna        | fine prestito                    |
| D                | Michele Cremonesi    | Virtus Entella | prestito con diritto di riscatto |
| D                | Fabio Della Giovanna | Arezzo         | prestito                         |
| C                | Alessandro Bellemo   | Padova         | prestito                         |
| C                | Luca Mora            | Spezia         | definitivo                       |
| C                | Luca Rizzo           | Bologna        | fine prestito                    |
| Altre operazioni |                      |                |                                  |
| R.               | Nome                 | a              | Modalità                         |
| A                | Tommaso Costantini   | Ravenna        | prestito                         |

## Risultati

### Serie A

#### Girone di andata
| Roma 20 agosto 2017, ore 20:45 CEST 1ª giornata | Lazio            | 0 – 0 referto | SPAL | Stadio Olimpico (25,000 spett.)\| Arbitro: \| Abisso (Palermo) \| |
| Arbitro:                                        | Abisso (Palermo) |               |      |                                                                   |

| Arbitro: | Valeri (Roma) |

|                                          |           |                                 |
| Borriello 25’ Lazzari 53’ L. Rizzo 90+4’ | Marcatori | 72’ Nuytinck 87’ (rig.) Thereau |

| Arbitro: | Gavillucci (Latina) |

|                               |           |  |
| Icardi 27’ (rig.) Perišić 87’ | Marcatori |  |

| Arbitro: | Abbattista (Molfetta) |

|  |           |                            |
|  | Marcatori | 17’ Barella 68’ João Pedro |

| Arbitro: | Abisso (Palermo) |

|                                        |           |  |
| Rodríguez 26’ (rig.) Kessié 61’ (rig.) | Marcatori |  |

| Arbitro: | Mariani (Aprilia) |

|                               |           |                                      |
| Schiattarella 13’ Viviani 78’ | Marcatori | 14’ Insigne 71’ Callejón 83’ Ghoulam |

| Arbitro: | Mazzoleni (Bergamo) |

|              |           |          |
| Paloschi 39’ | Marcatori | 59’ Simy |

| Arbitro: | Guida (Torre Annunziata) |

|                             |           |               |
| Poli 30’ Salamon 49’ (aut.) | Marcatori | 88’ Antenucci |

| Arbitro: | Fabbri (Ravenna) |

|  |           |             |
|  | Marcatori | 1’ Politano |

| Arbitro: | Pasqua (Tivoli) |

|                                                      |           |              |
| Bernardeschi 14’ Dybala 22’ Higuaín 65’ Cuadrado 70’ | Marcatori | 34’ Paloschi |

| Arbitro: | Orsato (Schio) |

|               |           |  |
| Antenucci 56’ | Marcatori |  |

| Arbitro: | Chiffi (Padova) |

|               |           |              |
| Cristante 23’ | Marcatori | 63’ L. Rizzo |

| Arbitro: | Calvarese (Teramo) |

|              |           |            |
| Paloschi 42’ | Marcatori | 80’ Chiesa |

| Arbitro: | Pezzuto (Lecce) |

|                  |           |                  |
| Inglese 66’, 81’ | Marcatori | 17’ (aut.) Cesar |

| Arbitro: | Abisso (Palermo) |

|                                        |           |             |
| Džeko 19’ Strootman 32’ Pellegrini 53’ | Marcatori | 55’ Viviani |

| Arbitro: | Rocchi (Firenze) |

|                                   |           |                              |
| Paloschi 86’ Antenucci 88’ (rig.) | Marcatori | 55’ (rig.) Cerci 69’ Caceres |

| Arbitro: | Pasqua (Tivoli) |

|                      |           |                   |
| Cremonesi 59’ (aut.) | Marcatori | 64’, 73’ Floccari |

| Arbitro: | Valeri (Roma) |

|                                  |           |                     |
| Viviani 42’ Antenucci 69’ (rig.) | Marcatori | 1’, 10’ Iago Falque |

| Arbitro: | Pairetto (Nichelino) |

|                                  |           |  |
| Quagliarella 90+2’ (rig.), 90+4’ | Marcatori |  |

#### Girone di ritorno
| Arbitro: | Tagliavento (Terni) |

|                          |           |                                             |
| Antenucci 8’ (rig.), 30’ | Marcatori | 5’ Luis Alberto 19’, 26’, 41’, 50’ Immobile |

| Arbitro: | Doveri (Roma) |

|           |           |              |
| Samir 11’ | Marcatori | 49’ Floccari |

| Arbitro: | Giacomelli (Trieste) |

|              |           |                   |
| Paloschi 90’ | Marcatori | 48’ (aut.) Vicari |

| Arbitro: | Massa (Imperia) |

|                      |           |  |
| Cigarini 34’ Sau 78’ | Marcatori |  |

| Arbitro: | Mariani (Aprilia) |

|  |           |                                       |
|  | Marcatori | 2’, 65’ Cutrone 73’ Biglia 90’ Borini |

| Arbitro: | Gavillucci (Latina) |

|          |           |  |
| Allan 5’ | Marcatori |  |

| Arbitro: | Orsato (Schio) |

|                  |           |                                      |
| Budimir 49’, 86’ | Marcatori | 30’ Antenucci 51’ Šimić 60’ Paloschi |

| Arbitro: | Rocchi (Firenze) |

|            |           |  |
| Grassi 48’ | Marcatori |  |

| Arbitro: | Doveri (Roma) |

|                    |           |               |
| Babacar 31’ (rig.) | Marcatori | 27’ Antenucci |

| Ferrara 17 marzo 2018, ore 20:45 CET 29ª giornata | SPAL            | 0 – 0 referto | Juventus | Stadio Paolo Mazza (13,135 spett.)\| Arbitro: \| Massa (Imperia) \| |
| Arbitro:                                          | Massa (Imperia) |               |          |                                                                     |

| Arbitro: | Giacomelli (Trieste) |

|                     |           |             |
| Lapadula 30’ (rig.) | Marcatori | 60’ Lazzari |

| Arbitro: | Damato (Barletta) |

|            |           |                    |
| Cionek 39’ | Marcatori | 78’ (rig.) De Roon |

| Firenze 15 aprile 2018, ore 12:30 CEST 32ª giornata | Fiorentina     | 0 – 0 referto | SPAL | Stadio Artemio Franchi (29,651 spett.)\| Arbitro: \| Orsato (Schio) \| |
| Arbitro:                                            | Orsato (Schio) |               |      |                                                                        |

| Ferrara 18 aprile 2018, ore 20:45 CEST 33ª giornata | SPAL            | 0 – 0 referto | Chievo | Stadio Paolo Mazza (12,436 spett.)\| Arbitro: \| Massa (Imperia) \| |
| Arbitro:                                            | Massa (Imperia) |               |        |                                                                     |

| Arbitro: | Tagliavento (Terni) |

|  |           |                                             |
|  | Marcatori | 48’ (aut.) Vicari 52’ Nainggolan 59’ Schick |

| Arbitro: | Banti (Livorno) |

|            |           |                                            |
| Valoti 13’ | Marcatori | 45+5’ (aut.) Fares 71’ Felipe 90+3’ Kurtić |

| Arbitro: | Guida (Torre Annunziata) |

|                                   |           |  |
| Paloschi 25’ Antenucci 82’ (rig.) | Marcatori |  |

| Arbitro: | Mariani (Aprilia) |

|                              |           |            |
| Belotti 68’ De Silvestri 87’ | Marcatori | 22’ Grassi |

| Arbitro: | Di Bello (Brindisi) |

|                                     |           |              |
| Antenucci 4’ (rig.), 52’ Grassi 50’ | Marcatori | 65’ Kownacki |

### Coppa Italia

#### Turni preliminari
| Arbitro: | Calvarese (Teramo) |

|            |           |  |
| Vicari 28’ | Marcatori |  |

| Arbitro: | Marini (Roma) |

|  |           |                                 |
|  | Marcatori | 13’ (aut.) Konate 87’ Schenetti |

## Statistiche

### Statistiche di squadra
Statistiche aggiornate al 20 maggio 2018.
| Competizione | Punti | In casa | In casa | In casa | In casa | In casa | In casa | In trasferta | In trasferta | In trasferta | In trasferta | In trasferta | In trasferta | Totale | Totale | Totale | Totale | Totale | Totale | DR  |
| Competizione | Punti | G       | V       | N       | P       | Gf      | Gs      | G            | V            | N            | P            | Gf           | Gs           | G      | V      | N      | P      | Gf     | Gs     | DR  |
| ------------ | ----- | ------- | ------- | ------- | ------- | ------- | ------- | ------------ | ------------ | ------------ | ------------ | ------------ | ------------ | ------ | ------ | ------ | ------ | ------ | ------ | --- |
| Serie A      | 38    | 19      | 5       | 8       | 6       | 22      | 29      | 19           | 3            | 6            | 10           | 17           | 30           | 38     | 8      | 14     | 16     | 39     | 59     | −20 |
| Coppa Italia | -     | 2       | 1       | 0       | 1       | 1       | 2       | 0            | 0            | 0            | 0            | 0            | 0            | 2      | 1      | 0      | 1      | 1      | 2      | −1  |
| Totale       | -     | 21      | 6       | 8       | 7       | 23      | 31      | 19           | 3            | 6            | 10           | 17           | 30           | 40     | 9      | 14     | 17     | 40     | 61     | −21 |

### Andamento in campionato
| Giornata  | 1  | 2 | 3 | 4  | 5  | 6  | 7  | 8  | 9  | 10 | 11 | 12 | 13 | 14 | 15 | 16 | 17 | 18 | 19 | 20 | 21 | 22 | 23 | 24 | 25 | 26 | 27 | 28 | 29 | 30 | 31 | 32 | 33 | 34 | 35 | 36 | 37 | 38 |
| --------- | -- | - | - | -- | -- | -- | -- | -- | -- | -- | -- | -- | -- | -- | -- | -- | -- | -- | -- | -- | -- | -- | -- | -- | -- | -- | -- | -- | -- | -- | -- | -- | -- | -- | -- | -- | -- | -- |
| Luogo     | T  | C | T | C  | T  | C  | C  | T  | C  | T  | C  | T  | C  | T  | T  | C  | T  | C  | T  | C  | T  | C  | T  | C  | T  | T  | C  | T  | C  | T  | C  | T  | C  | C  | T  | C  | T  | C  |
| Risultato | N  | V | P | P  | P  | P  | N  | P  | P  | P  | V  | N  | N  | P  | P  | N  | V  | N  | P  | P  | N  | N  | P  | P  | P  | V  | V  | N  | N  | N  | N  | N  | N  | P  | V  | V  | P  | V  |
| Posizione | 13 | 7 | 8 | 14 | 14 | 14 | 15 | 18 | 19 | 19 | 17 | 16 | 17 | 17 | 18 | 18 | 17 | 17 | 17 | 17 | 18 | 18 | 18 | 18 | 18 | 18 | 17 | 18 | 17 | 17 | 17 | 17 | 17 | 18 | 17 | 14 | 17 | 17 |

Legenda:

Luogo: C = Casa; T = Trasferta. Risultato: V = Vittoria; N = Pareggio; P = Sconfitta.

### Statistiche dei giocatori
In corsivo i giocatori ceduti a stagione in corso.
| Giocatore         | Serie A  | Serie A | Serie A     | Serie A    | Coppa Italia | Coppa Italia | Coppa Italia | Coppa Italia | Totale   | Totale | Totale      | Totale     |
| Giocatore         | Presenze | Reti    | Ammonizioni | Espulsioni | Presenze     | Reti         | Ammonizioni  | Espulsioni   | Presenze | Reti   | Ammonizioni | Espulsioni |
| ----------------- | -------- | ------- | ----------- | ---------- | ------------ | ------------ | ------------ | ------------ | -------- | ------ | ----------- | ---------- |
| M. Antenucci      | 33       | 11      | 1           | 0          | 1            | 0            | 0            | 0            | 34       | 11     | 1           | 0          |
| A. Bellemo        | 0        | 0       | 0           | 0          | 0            | 0            | 0            | 0            | 0        | 0      | 0           | 0          |
| F. Bonazzoli      | 11       | 0       | 0           | 0          | 0            | 0            | 0            | 0            | 11       | 0      | 0           | 0          |
| M. Borriello      | 14       | 1       | 6           | 0          | 1            | 0            | 0            | 0            | 15       | 1      | 6           | 0          |
| T. Cionek         | 15       | 1       | 5           | 0          | 0            | 0            | 0            | 0            | 15       | 1      | 5           | 0          |
| F. Costa          | 23       | 0       | 4           | 0          | 1            | 0            | 0            | 0            | 24       | 0      | 4           | 0          |
| M. Cremonesi      | 5        | 0       | 2           | 0          | 2            | 0            | 1            | 0            | 7        | 0      | 3           | 0          |
| F. Della Giovanna | 0        | 0       | 0           | 0          | 0            | 0            | 0            | 0            | 0        | 0      | 0           | 0          |
| B. Dramé          | 5        | 0       | 0           | 0          | 0            | 0            | 0            | 0            | 5        | 0      | 0           | 0          |
| Everton Luiz      | 11       | 0       | 5           | 0          | 0            | 0            | 0            | 0            | 11       | 0      | 5           | 0          |
| Felipe            | 30       | 1       | 7           | 1          | 0            | 0            | 0            | 0            | 30       | 1      | 7           | 1          |
| S. Floccari       | 21       | 3       | 0           | 0          | 1            | 0            | 0            | 0            | 22       | 3      | 0           | 0          |
| A. Gomis          | 26       | -43     | 1           | 0          | 2            | -2           | 0            | 0            | 28       | -45    | 1           | 0          |
| A. Grassi         | 28       | 3       | 3           | 0          | 0            | 0            | 0            | 0            | 28       | 3      | 3           | 0          |
| P. Konate         | 0        | 0       | 0           | 0          | 2            | 0            | 0            | 0            | 2        | 0      | 0           | 0          |
| J. Kurtić         | 16       | 1       | 5           | 0          | 0            | 0            | 0            | 0            | 16       | 1      | 5           | 0          |
| M. Lazzari        | 36       | 2       | 4           | 0          | 2            | 0            | 0            | 0            | 38       | 2      | 4           | 0          |
| G. Marchegiani    | 1        | 0       | 0           | 0          | 0            | 0            | 0            | 0            | 1        | 0      | 0           | 0          |
| F. Mattiello      | 29       | 0       | 6           | 1          | 2            | 0            | 0            | 0            | 31       | 0      | 6           | 1          |
| A. Meret          | 13       | -16     | 0           | 0          | 0            | 0            | 0            | 0            | 13       | -16    | 0           | 0          |
| L. Mora           | 17       | 0       | 5           | 0          | 2            | 0            | 0            | 0            | 19       | 0      | 5           | 0          |
| M. Oikonomou      | 4        | 0       | 0           | 1          | 2            | 0            | 2            | 0            | 6        | 0      | 2           | 1          |
| A. Paloschi       | 36       | 7       | 2           | 0          | 1            | 0            | 0            | 0            | 37       | 7      | 2           | 0          |
| G. Poluzzi        | 0        | 0       | 0           | 0          | 0            | 0            | 0            | 0            | 0        | 0      | 0           | 0          |
| L. Rizzo          | 11       | 2       | 0           | 0          | 1            | 0            | 0            | 0            | 12       | 2      | 0           | 0          |
| B. Salamon        | 22       | 0       | 5           | 0          | 0            | 0            | 0            | 0            | 22       | 0      | 5           | 0          |
| P. Schiattarella  | 31       | 1       | 12          | 0          | 2            | 0            | 1            | 0            | 33       | 1      | 13          | 0          |
| E. Schiavon       | 12       | 0       | 4           | 0          | 1            | 0            | 0            | 0            | 13       | 0      | 4           | 0          |
| L. Šimić          | 6        | 1       | 1           | 0          | 0            | 0            | 0            | 0            | 6        | 1      | 1           | 0          |
| S. Väisänen       | 7        | 0       | 1           | 0          | 2            | 0            | 0            | 0            | 9        | 0      | 1           | 0          |
| F. Vicari         | 34       | 0       | 9           | 1          | 1            | 1            | 0            | 0            | 35       | 1      | 9           | 1          |
| M. Vitale         | 2        | 0       | 1           | 0          | 1            | 0            | 0            | 0            | 3        | 0      | 1           | 0          |
| F. Viviani        | 29       | 3       | 9           | 0          | 1            | 0            | 0            | 0            | 30       | 3      | 9           | 0          |

## Giovanili

### Organigramma
Area direttiva
- Responsabile dell'area tecnica: Ruggero Ludergnani
- Responsabile organizzativo: Alessandro Orlandini
- Addetto comunicazione: Alessio Pugliese

Area tecnica - Primavera
- Allenatore: Marcello Cottafava
- Preparatore atletico: Carlo Oliani
- Preparatore portieri: Silvio Guariso
- Medico sociale: Gianni Mazzoni
- Fisioterapista: Vittorio Bronzi

Area tecnica - Under 17
- Allenatore: Fabio Perinelli

Area tecnica - Under 16
- Allenatore: Matteo Rossi

Area tecnica - Under 15
- Allenatore: Matteo Barella

### Piazzamenti
- Primavera:
  - Campionato Primavera 2: 5º
  - Coppa Italia Primavera: Primo turno eliminatorio
  - Torneo di Viareggio: Fase a gironi
- Allievi Nazionali (Under 17):
  - Campionato Under-17 Serie A-B: 10º nel girone B
- Giovanissimi Nazionali (Under-16):
  - Campionato Under-16 Serie A-B: 10º nel girone B
- Giovanissimi Professionisti (Under-15):
  - Campionato Under-15 Serie A-B: 11º nel girone B